# Dobeneck (Oelsnitz)
Dobeneck ist ein Ortsteil der Großen Kreisstadt Oelsnitz/Vogtl. im sächsischen Vogtlandkreis. Er wurde am 1. Oktober 1935 nach Taltitz eingemeindet, mit dem der Ort am 1. Januar 1994 zur Stadt Oelsnitz/Vogtl. kam. Im Jahr 2011 wurde Dobeneck als offizieller Ortsteil der Stadt Oelsnitz/Vogtl. gestrichen.

## Geografie

### Lage und Verkehr
Die Siedlung Dobeneck liegt südlich von Taltitz auf einer Landzunge am Nordufer der durch die Weiße Elster aufgestauten Talsperre Pirk. Die Siedlung befindet sich im Westen des Vogtlandkreises und im sächsischen Teil des historischen Vogtlands. Geografisch liegt Dobeneck im Zentrum des Naturraums Vogtland (Übergang vom Mittelvogtländischen Kuppenland zum Oberen Vogtland). Direkt nördlich von Dobeneck verläuft die Bundesautobahn 72, östlich des Orts die Staatsstraße 311.

### Nachbarorte
|         | Taltitz mit Neue Welt                       |         |
| Taltitz | Kompassrose, die auf Nachbargemeinden zeigt | Raschau |
|         | Planschwitz                                 |         |

## Geschichte

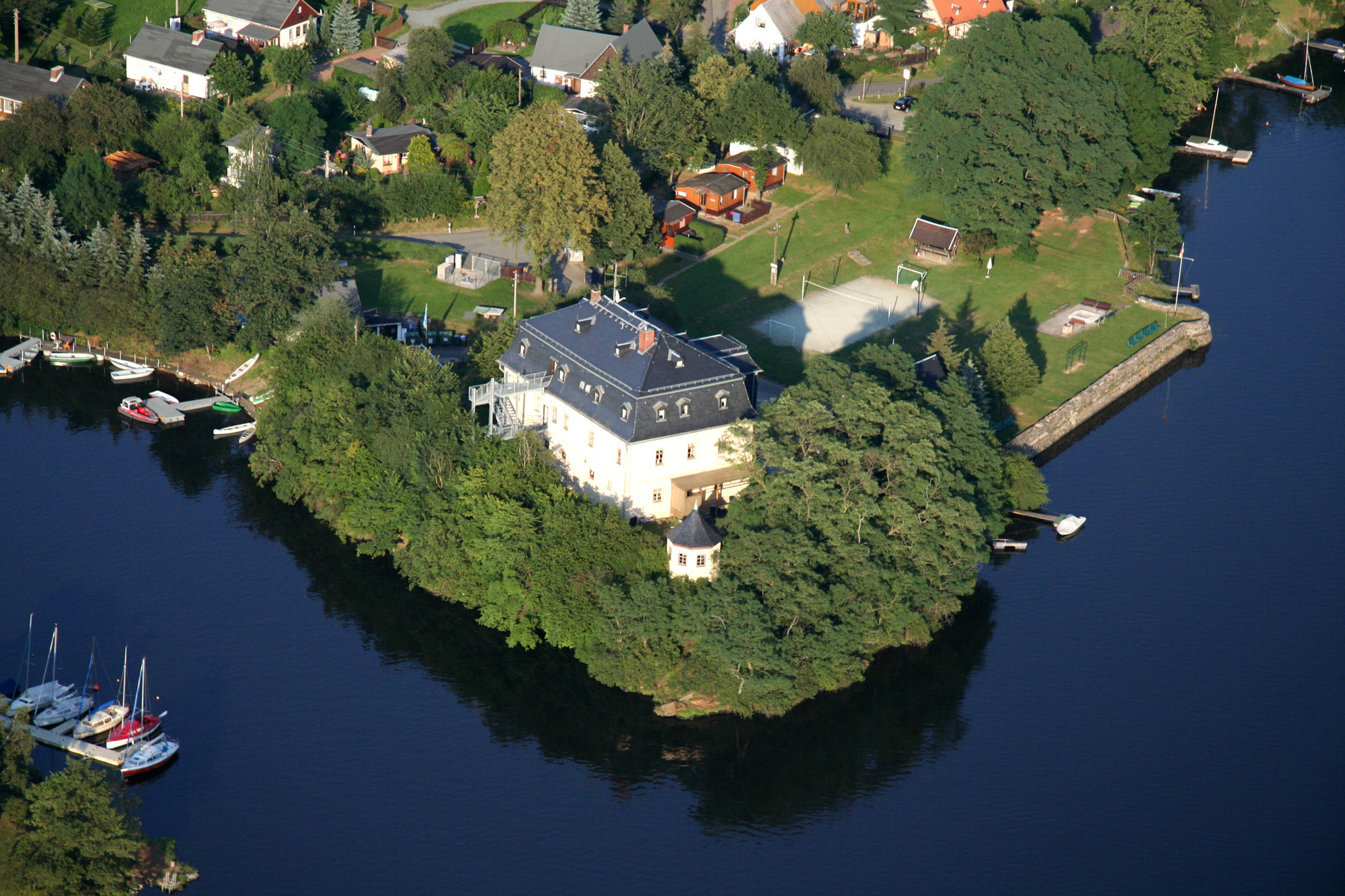
Jugendherberge Dobeneck an der Talsperre Pirk (Schloss Dobeneck)

Am Standort von Dobeneck wurde vermutlich schon im 10. Jahrhundert eine Grenzburg errichtet. Mit Berthold von Dobeneck wurde dieses Geschlecht erstmals urkundlich 1279 im sächsischen Dobeneck nachgewiesen. Ihr Stammsitz befand sich zunächst vermutlich auf der 869 erstmals erwähnten Burg Dobeneck im oberfränkischen Dobeneck bei Rehau. Der spätere Stammsitz Dobeneck bei Taltitz wurde im Jahr 1445/1447 als Rittersitz und 1542 als Vorwerk erwähnt. Seit 1606 ist Dobeneck als Rittergut erwähnt. Mit diesem war das in der zweiten Hälfte des 18. Jahrhunderts erstmals erwähnte Rittergut Eulenstein in Taltitz verbunden. Anfang des 18. Jahrhunderts ging das Rittergut Dobeneck von der Familie Neipperg auf die Familie Hickmann über. Im Jahre 1729 wurde das Schloss Dobeneck neu errichtet. Kirchlich ist Dobeneck seit jeher nach Taltitz gepfarrt. Dobeneck gehörte bis 1856 zum kursächsischen bzw. königlich-sächsischen Amt Voigtsberg, während Taltitz im Amt Plauen lag. 1856 wurden Ort und Rittergutsbezirk Dobeneck dem Gerichtsamt Oelsnitz und 1875 der Amtshauptmannschaft Oelsnitz angegliedert.
Die Gemeinde Dobeneck wurde am 1. Oktober 1935 nach Taltitz eingemeindet. Beim Bau der Talsperre Pirk (1935–1938) verlor das Rittergut einen Teil der Ländereien, da sie im Staubereich lagen. Seitdem befindet sich das Schloss Dobeneck direkt am Ufer der Talsperre Pirk. Nach Dobeneck wurde eine Vorsperre benannt. Im Zuge der Bodenreform in der Sowjetischen Besatzungszone ab 1945 wurde die Familie Kasten-Hickmann, Besitzer der Rittergüter Dobeneck und Eulenstein, enteignet. Das Schloss Dobeneck wird heute als Jugendherberge genutzt. Durch die zweite Kreisreform in der DDR kam Dobeneck als Ortsteil der Gemeinde Taltitz im Jahr 1952 zum Kreis Oelsnitz im Bezirk Chemnitz (1953 in Bezirk Karl-Marx-Stadt umbenannt), der 1990 als sächsischer Landkreis Oelsnitz fortgeführt wurde und 1996 im Vogtlandkreis aufging. Durch die Eingemeindung von Taltitz nach Oelsnitz gehört auch Dobeneck seit dem 1. Januar 1994 zur Stadt Oelsnitz/Vogtl. Am 1. Januar 2011 wurde Dobeneck als Gemeindeteil von Oelsnitz/Vogtl. gestrichen.